# F.C. Lowingen
F.C. Lowingen (Frans: RFC Luingnois) is een Belgische voetbalclub uit Lowingen (Luingne). De club is aangesloten bij de KBVB met stamnummer 3710 en heeft rood en wit als kleuren. De Henegouwse club speelde tot 2018 in de West-Vlaamse provinciale reeksen.

## Geschiedenis
In 1942 sloot FC Luingnois zich aan bij de Belgische voetbalbond. Men ging er spelen in de provinciale reeksen van de provincie West-Vlaanderen, waartoe de toenmalige gemeente Lowingen op dat moment behoorde. Hoewel in 1963 de gemeente Lowingen werd overgeheveld naar de provincie Henegouwen, bleef Lowingen in de West-Vlaamse provinciale reeksen actief.
De club bleef lang in de onderste reeksen spelen. Op het eind van de twintigste eeuw werd men een paar keer allerlaatste in vierde provinciale, het allerlaagste niveau.
In het eerste decennium van de eenentwintigste eeuw haalde de club geleidelijk betere resultaten. In 2008 promoveerde men naar derde provinciale en in 2011 steeg men al verder naar tweede provinciale. In 2013 viel men nog even terug naar derde provinciale, maar in 2014 keerde 'Luingnois' al terug in tweede provinciale. Via de eindronde stootte FC Lowingen in 2015 voor het eerst in de clubgeschiedenis door naar het allerhoogste provinciale niveau, eerste provinciale. De club ging dat jaar ook met een dameselftal van start. Na twee opeenvolgende degradaties keerde de mannenploeg in 2017 terug naar derde provinciale.
In 2018 stapte FC Lowingen over naar de provinciale reeksen van Henegouwen, waar het terug in vierde provinciale startte. De club speelde vervolgens drie seizoenen na elkaar kampioen.

## Resultaten
| Seizoen | Klasse | Klasse | Klasse | Klasse | Klasse | Klasse | Klasse | Klasse | Klasse | Reeks                   | Punten | Opmerkingen                                                       |
|         | 1A     | 1B     | 1Na    | 2Af    | 3Af    | P.I    | P.II   | P.III  | P.IV   |                         |        | Vanaf 2016-17 zijn er 3 nationale en 2 regionale niveaus          |
| ------- | ------ | ------ | ------ | ------ | ------ | ------ | ------ | ------ | ------ | ----------------------- | ------ | ----------------------------------------------------------------- |
| 2018/19 |        |        |        |        |        |        |        |        | 1      | Vierde Prov. Hen. A     | 75     |                                                                   |
| 2019/20 |        |        |        |        |        |        |        | 1      |        | Derde Prov. Hen. A      | 55     | Door de coronapandemie werd de competitie gestaakt.               |
| 2020/21 |        |        |        |        |        |        | -      |        |        | Tweede Prov. Hen. A     | -      | Door de aanhoudende coronapandemie werd geen competitie gespeeld. |
| 2021/22 |        |        |        |        |        |        | 1      |        |        | Tweede Prov. Hen. A     | 73     |                                                                   |
| 2022/23 |        |        |        |        |        | 12     |        |        |        | Eerste Prov. Henegouwen | 32     | Degradatie                                                        |
| 2023/24 |        |        |        |        |        |        | 1      |        |        | Tweede Prov. Hen. A     | 63     |                                                                   |
| 2024/25 |        |        |        |        |        | 4      |        |        |        | Eerste Prov. Henegouwen | 53     |                                                                   |
| 2025/26 |        |        |        |        |        |        |        |        |        | Eerste Prov. Henegouwen |        |                                                                   |